# Cá hồng lang
Cá hồng lang, còn gọi là cá hồng gù, danh pháp là Lutjanus sebae, là một loài cá biển thuộc chi Lutjanus trong họ Cá hồng. Loài này được mô tả lần đầu tiên vào năm 1816.

## Từ nguyên
Từ định danh của loài được đặt theo tên của Albertus Seba, dược sĩ, nhà động vật học và lịch sử tự nhiên người Hà Lan, người đã cho xuất bản nhiều bức vẽ minh họa các sinh vật biển ở Ấn Độ Dương - Thái Bình Dương, bao gồm cả loài này.

## Phạm vi phân bố và môi trường sống
Cá hồng lang có phân bố rộng khắp khu vực Ấn Độ Dương - Thái Bình Dương, bao gồm cả phía nam Biển Đỏ. Từ Đông Phi, phạm vi của loài này trải dài về phía đông đến quần đảo Solomon và Nouvelle-Calédonie, ngược lên phía bắc đến tỉnh Mie (Nhật Bản), giới hạn phía nam đến Nam Phi và Úc. Cá hồng lang cũng được ghi nhận tại vùng biển Việt Nam.
Cá hồng lang sống tập trung trên các rạn san hô trên nền cát và sỏi ở độ sâu đến ít nhất là 108 m. Cá con có thể được tìm thấy ở vùng cửa sông ngập mặn hoặc hạ lưu các dòng nước ngọt.

## Mô tả
Chiều dài cơ thể lớn nhất được ghi nhận ở cá hồng lang là 116 cm, nhưng chiều dài lớn nhất thường bắt gặp là khoảng 60 cm.
Cá con và cá trưởng thành có dải màu đỏ sẫm từ gai lưng thứ nhất băng chéo qua mắt đến chóp mõm, dải thứ hai từ phần giữa gai lưng kéo dài xuống vây bụng, còn dải thứ ba từ gốc tia gai lưng cuối băng qua cuống đuôi dọc theo rìa dưới vây đuôi. Cá trưởng thành có kích thước lớn nhìn chung có màu hồng ửng đỏ, các dải mờ dần và tiêu biến. 
Số gai ở vây lưng: 11; Số tia vây ở vây lưng: 15–16; Số gai ở vây hậu môn: 3; Số tia vây ở vây hậu môn: 10; Số tia vây ở vây ngực: 17.

## Sinh thái
Thức ăn của cá hồng lang là các loài cá nhỏ hơn và động vật giáp xác.
Cá trưởng thành sẽ di chuyển ra vùng nước sâu hơn, nhưng vào những tháng mùa đông, chúng sẽ tiến vào vùng nước nông hơn. Tuổi đời lớn nhất được ghi nhận ở cá hồng lang là 40 năm.

## Thương mại
Cá hồng lang là loài có giá trị thương mại cao. Loài này được nuôi giống trong các lồng lưới nổi ở Pakistan, Singapore, Malaysia, Thái Lan và Philippines.
Cá hồng lang  bán trên thị trường chủ yếu là dạng tươi sống, nhưng cũng được làm khô cá.